# 村本大輔 (お笑い芸人)
村本 大輔（むらもと だいすけ、1980年11月25日 - ）は、日本のお笑いタレント、スタンダップコメディアン。お笑いコンビ・ウーマンラッシュアワーの主にボケ担当。相方は中川パラダイス。

## 来歴
- NSC卒業後は10回ものコンビ結成・解散を繰り返し[1]、一時的に「村本大輔ーズ」名義でピン芸人としても活動していた。また、枚方つーしんの編集長となる本田一馬と組んだ「村本・本田」というコンビで、『M-1グランプリ』準決勝まで進出したことがある[2]。2008年に中川パラダイスとウーマンラッシュアワーを結成する。
- 2013年12月に開催されたTHE MANZAI 2013にて、ウーマンラッシュアワーとして優勝する[3]。
- 2021年時点で、将来的な渡米を視野に相方や吉本興業と話し合いを進めている。「どうも日本のお笑いは多種多様じゃない感じがする。いろんなお笑いがあっていいはずなんですよ。それを探しにいきたい」[4]と語り、アメリカでスタンダップコメディアンとしての活動を本格化させる考えを示した。しかし2020年以降、新型コロナウイルスの影響や相方の今後のことなどもあり、まだ目処はたっていない[5]。THE MANZAI 2021のネタ中に、「2022年3月にニューヨークへ渡航」を発表し"アメリカ住みます芸人"として活動の幅を広げる報告をした。
- 2022年7月、記録として国内で展開してきたスタンダップコメディを自らのYouTubeチャンネルで公開した[6][7]。渡米のビザが取れない間「1ヶ月間だけロンドンで英語を学びに行く」として渡英した[8]。
- 2022年10月の東京国際映画祭で上映されたドキュメンタリー映画「アイ アム ア コメディアン (I am a Comedian)」（日向史有監督）で主役を務めた[9][10][11][12]。

## 人物
- 身長174cm、体重60kg、血液型O型。 福井県大飯郡おおい町 出身[13]。福井県立小浜水産高等学校中退[14]。趣味はジブリのアニメをみること、映画鑑賞、カフェ巡り[15]。
- 広告収入に左右されがちなテレビやYouTubeなどの媒体への出演を控える一方、ライブのスポンサーは「個人」とし、独演会での表現意欲に燃える[注釈 1]。
- 笑いと差別の違いを示し、世間の「正義感」に疑義を呈する[注釈 2]。
- 三人兄弟の長男で、弟の1人は陸上自衛隊の自衛官[16]。
- NSC22期生[17]同期はキングコング、山里亮太（南海キャンディーズ）、久保田かずのぶ（とろサーモン）、スーパーマラドーナ、ピース、平成ノブシコブシ、NON STYLEなど。
- 歌手、イラストレーターの松田ゆう姫との交際が女性セブンで報じられた[18]。しかし、2024年に破局した事が報じられた。
- ABEMA Primeに出演してニュースに触れ、興味を持ち始めたことをきっかけに政治問題、社会問題などを取り入れたネタをつくるようになった。全国各地や海外で積極的に独演会をひらいている。また、芸人としての活動のみならず、政治活動にも熱心に取り組んでおり、被災地などに訪れて実際に当事者たちと話したり[19]、韓国を訪れて現地の人の声を聞いたりしている[20]。
- 全国で展開される独演会（スダンダップコメディーショー）や、Zoomを利用したオンライン独演会の告知は本人のSNSで告知される[21]。
- 政治や宗教を題材にしたネタの反響によってはSNS上で炎上に晒されることがある。村本自身がスタンダップコメディにトライするにあたって「（大切にしているのは）世間一般の先入観にとらわれずに自分の感覚でものを考え、発言すること」「言いにくいことをスルーしてしまうのは、卑怯に思えて嫌」といい[22]、自身の発言が炎上することについて聞かれたインタビューでも「炎上したら広がる。広がったら考える人が増える」「考えることを成熟させること」と、炎上行為自体に意味があることだと語る[23]。
- 2020年12月16日に自身が体験した“痛み”をつづったエッセイ「おれは無関心なあなたを傷つけたい」がダイヤモンド社より発売された[24]。
- 2年間、自身を密着したドキュメンタリー「村本大輔はなぜテレビから消えたのか？」（日向史有監督）が衛星放送協会オリジナル番組アワードのドキュメンタリー部門最優秀賞、グランプリを獲得した際は、「受賞の栄誉は監督にある」として、監督の人柄と熱意をたたえた[注釈 3]。

## 発言

### 原発関連の発言
2023年7月28日、高浜原子力発電所の再稼働に際して、Twitter上で「事故があった時、地元の人だけじゃなく日本中が被爆しますように」とツイートし、非難を呼んだ。

## 単独での活動

### ドラマ
- 恋愛あるある。「シングルマザー恋愛あるある」（フジテレビ、2015年6月24日）
- ブスと野獣（フジテレビ、2015年8月2日 - 9月19日） - ナレーション
- 義母と娘のブルース（TBS、2018年7月 - 8月） - 前原大輔 役
- ゾンビキモ（第二話、2021年10月29日ネット配信） - 警察官 役

### バラエティ
過去に出演していた番組
- 有田チルドレン（TBS、2015年4月21日 - 9月15日）不定期出演
- わざわざ言うテレビ（テレビ大阪、2015年11月10日 - 2017年6月28日）- MC
- 未来360会議（フジテレビ、2016年7月 - 9月）- MC
- 町山智浩のアメリカの“いま”を知るTV（BS朝日、2017年9月11日 - 10月7日）
- ワイドナショー（フジテレビ）不定期出演
- サンデージャポン（TBSテレビ、2013年7月）不定期出演
- バイキングMORE（フジテレビ、2022年2月18日）トークゲスト

スペシャル番組
- 村本大輔はなぜテレビから消えたのか？（BSトゥェルビ、2021年3月19日）[27]

### ラジオ
- ウーマンラッシュアワー村本大輔のオールナイトニッポン（ニッポン放送、2015年7月6日 - 2016年3月21日）
- ウーマンラッシュアワー村本大輔の「THE SECRET COMEDY SHOW」（ブックスタンド、2018年02月12日 - ）
- 大竹まこと ゴールデンラジオ!（文化放送、2024年7月2日）

### ネット番組
- ABEMA Prime（ABEMA、2016年4月 - 2017年12月、2018年3月12日 - 2019年3月25日）月曜レギュラー
- ウーマンラッシュアワー村本大輔の土曜The NIGHT（ABEMA、2016年7月16日 - 2017年12月24日）
- 恋のポイント村本くん（ABEMA、2016年8月23日、9月30日、2016年10月20日 - 2017年9月21日）- 2016年10月20日放送分からレギュラー化

### 映画
- at Home アットホーム（2015年）ミツル 役
- 燃えよ剣（2021年10月15日公開[28]、東宝/アスミック・エース） - 山崎烝 役[29]
- アイアム・ア・コメディアン（2024年）[30]

## 作品

### 書籍
- 村本大輔論 妬み恨みを強みに変える、ネガポジ365日（2015年12月22日、小学館）ISBN 978-4-093-63739-8
- おれは無関心なあなたを傷つけたい（2020年12月16日、ダイヤモンド社）ISBN 978-4-478-11144-4

### コラム
- 炎上芸人 ニュースを斬る（日刊ゲンダイ）
- 炎上エンジョイ（月刊ウララ）